# Efren Reyes
Efren "Bata" Manalang Reyes OLD PLH (Pampanga, 26 de agosto de 1954) é um jogador professional filipino de bilhar. Vencedor de mais de 70 títulos internacionais, Reyes foi o primeiro jogador a ganhar campeonatos do mundo em duas disciplinas diferentes de bilhar. Entre os numerosos títulos, Reyes é quatro vezes campeão de World Eight-ball, vencedor em 1999 de Matchroom Sport World Professional Pool Championship, três vezes vencedor do U.S. Open, duas vezes World Pool League e quatorze vezes vencedor da Derby City Classic. Reyes também representou as Filipinas no World Cup of Pool, ganhando a competição com o seu parceiro Francisco Bustamante em 2006 e 2009. Ao derrotar o americano Earl Strickland no evento inaugural em 1997 da Color of Money, Reyes arrecadou o maior prémio na historia da modalidade: $100,000.
Reyes é chamado de "O Mágico" — por causa da sua habilidade na mesa de bilhar — e “Bata” para o distinguir de outro jogador com o mesmo nome. Para além de bilhar, Reyes jogou também outros tipos de bilhar, especificamente one-cushion e three-cushion.
Muitos analistas, fãs e jogadores consideram Reyes o melhor jogador de sempre de bilhar.